# Alexander Schück
Alexander Schück (30. září 1871 Sedlčany – 2. listopadu 1935 Praha) byl pražský německo-židovský velkoobchodník a průmyslník, od roku 1912 spoluvlastnil pekárenské impérium Fr. Odkolek, akciová společnost parní mlýn a továrna na chléb, Vysočany.

## Životopis
Alexander Schück se narodil 30. září 1871 v Sedlčanech rodičům Adolfovi a Betty Schückovým. Od sedmi let vyrůstal jako sirotek u staré tety v Praze na Starém Městě. Teta provozovala hostinec, který ale pokaždé, když nemohla zaplatit nájem, měnil svoji adresu. V hostinském prostředí se naučil brzy hrát na klavír a od 14 let už hrál v lokále k tanci. Později působil ve firmě na výrobu kožených rukavic, z které byl v 17 letech propuštěn a v 18 letech nastoupil jako prokurista do mlynářské oboru. Ve 21 letech se osamostatnil a od roku 1896 zastupoval jeden z nejmodernějších uherských velkomlýnů „Pannonia“ (Pannonia-Dampfmühle). Působil také v Klubu zástupců uherských mlýnů v Praze, kde byl zvolen předsedou a za klub byl také kooptován do Svazu československých obchodních mlynářů.
Přestupem do mlynářském oboru brzy zjistil, že Praze chybí tovární velkopekárna, která by při prodeji nebyla odkázána na překupníky a která by pro zajištění stálé kvality chleba produkovala vlastní mouku. Jeho syn Arnold ve své knize uvádí, že otec začal nejprve se samostudiem (chemie, technologie, zpracování mouky), objížděl nejmodernější továrny na chleba v Německu a zejména ve Vídni. Zrovna tak navštěvoval továrny, které vyráběly potřebná strojní zařízení. Studoval všechny možné statistiky, věnoval se kvalitě půdy a zrna. Na základě svého samostudia si pak vypočítal potřebnou kapacitu mlýna pro zamýšlenou výrobu chleba, housek a dalšího pečiva. S rodinou podnikal dlouhé výlety po blízkém okolí Prahy, aby tak vyhledal vhodnou stavební parcelu pro uskutečnění svého snu.
Nejprve se spojil se svým rodinným přítelem Gustavem Langendorfem (* 9. listopad 1872 Praha, † 15. dubna 1943 KT Treblinka). Po zjištění, že oba nedisponují pro stavbu tak velkého závodu dostatečným kapitálem, se nakonec spojili se svým pražským konkurentem Alfrédem Katzem (* 27. leden 1873 Praha) do firmy «Schück, Katz a spol.»
Dne 5. dubna 1912 byla v obchodním rejstříku Obvodního soudu pro Prahu 1 zapsána firma «Fr. Odkolek, akciová společnost parní mlýn a továrna na chléb, Vysočany». Základní kapitál společnosti ve výši 1 000 000 K byl rozdělen na 5 000 akcií po 200 K, z nichž 4 700 bylo hotově splaceno. Přínosy fy Fr. Odkolek v částce 60 000 K byly vloženy do akciového kapitálu. Členy představenstva se stali: JUDr. Ladislav Pinkas, advokát v Praze čp. 503-III, Bohumil Ryšánek, burzovní rada v Praze čp. 97-V, Hugo Schwarz, komerční rada a ředitel Anglo-rakouské banky ve Vídni I., Zelinkagasse 6, Vincenc Götzl, spolumajitel velkostatku v Praze čp. 503-III na Kampě, Karel Pohl, ředitel cukrovaru v Libňovsi, Alexander Schück, obchodník na Král. Vinohradech, Božetěchova ul. č. 8, Alfred Katz, obchodník v Praze II., Olivová ulice čp. 10, Gustav Langendorf, obchodník na Král. Vinohradech, Žižkova ul. čp. 8 a Jan Němec, starosta obce ve Vysočanech. Většinu kapitálu drželi pražští židovští společníci (Schück, Katz, Langendorf). Vrchním ředitelem závodu byl zvolen Alexander Schück.
O rozvoj mlynářského průmyslu se Alexander Schück zasloužil po několik funkčních období jako obchodní rada a rozhodčí soudce Pražské plodinové burzy. Na důkaz jeho zásluh vydal „Svaz průmyslu potravinářského“ k jeho 60. narozeninám zvláštní číslo svého časopisu, pojednávající o historickém vývoji Odkolkových mlýnů až do 30. let 20. století. Text publikace byl doplněn mnoha ilustracemi. A. Schück organizoval četné ankety pro české mlynáře, podílel se na řešení rozličných obchodně-politických, daňových, tarifních, a sociálních otázek. Je autorem mnoha cenných odborných článků v časopisech, též v roce 1924 brožované publikace, ve které rozebral tehdy ožehavou otázku nuceného jednotného vymílání pšenice. V zahraničí se účastnil mezinárodních porad (např. r. 1929 Féderation Internationale de la Boulangerie Industrielle v Bournemounthu). Zemřel v Praze 2. listopadu 1935. Ve středu 6. listopadu zveřejnil pražský Polední list poslední rozloučení všech jeho firem.
SPRÁVNÍ RADA, ŘEDITELSTVÍ, ÚŘEDNICTVO A VEŠKERÉ ZAMĚSTNANECTVO FIRMY FR. ODKOLEK, A. S.,
podávají truchlivou zprávu o úmrtí svého velezasloužilého vrchního ředitele, spoluzakladatele a spolubudovatele podniku, pana ALEXANDRA SCHÜCKA, člena bursovní rady Pražské plodinové bursy, dozorčí rady Anglo-československé a Pražské úvěrní banky, místopředsedy Svazu československých obchodních mlýnů, člena ředitelství Ústředního družstva obchodních mlýnů, atd., atd., který dne 2. listopadu 1935 v 64. roce svého života klidně zesnul. Zesnulý pracoval neúnavně pro rozvoj a rozkvět našeho podniku, o nějž se velmi zasloužil. Zachováme mu vděčnou památku. Tělesné pozůstatky zesnulého byly v úterý dne 5. listopadu 1935 v pražském krematoriu zpopelněny. — V PRAZE IX., dne 5. listopadu 1935.
Polední list, 6.11.1935
Zdrceni bolem dáváme zprávu o úmrtí našeho senioršéfa, pana ALEXANDRA SCHÜCKA, který v sobotu, dne 2. listopadu 1935 zesnul a byl dne 5. listopadu podle svého přání v tichosti zpopelněn. Svůj život věnoval od časného dětství až do smrti výhradně práci, rozkvětu svých podniků, blahu rodiny, svých spolupracovníků a svých bližních. Jeho zářící příklad v píli, podnikavosti a spravedlivosti bude nám vždy vzorem. — V Praze, dne 6. listopadu 1935, Alex. Schück a syn.
Polední list, 6.11.1935
Správní rada firmy „Iva“, akciová společnost pro mezinárodní obchod v Praze, dává smutnou zprávu, že zesnul její předseda, pan Alexandr Schück. Svojí prozíravostí byl nám příkladem a vůdcem, který nám své bohaté životní zkušenosti vždy ochotně věnoval. Uchováme jej vždy v čestné paměti. — V Praze, dne 6. listopadu 1935, Správní rada firmy „Iva“, akc. spol. pro mezinárodní obchod v Praze
Polední list, 6.11.1935
Splňujeme tímto smutnou povinnost, podati zprávu, že náš společník, pan ALEXANDR SCHÜCK v sobotu dne 2. listopadu 1935 odešel k věčnému odpočinku. Myšlenka na něho a jeho působení nás nikdy neopustí. — V Praze dne 6. listopadu 1935. DELMONTE A SPOL., Společnost s.r.o.
Polední list, 6.11.1935

## Rodina
Alexander Schück se oženil s Theresou Pick (* 3. říjen 1874, † 1956 Praha-Pankrác) a z manželství pošly děti: Arnold Schück (* 11. srpen 1897 Praha, † 1974 Hamburg), Wilhelm Vilem Schück (* 10. duben 1899 Praha-Vinohrady, † září 1942 Klein Trostinetz, Bělorusko-Holokaust) a Mariana Marianne Schück (* 19. květen 1901 Praha 2, † 1944 KT Osvětim). Dcera Mariana se provdala za Friedricha Langendorfa (syna Gustava Langendorfa, obchodního společníka a rodinného přítele rodiny Schückových). Nejstarší syn Arnold se oženil s Margaretou Antscherl (* 15. listopad 1895 Praha), s kterou se ale rozvedl. Z manželství vzešla dcera Eva (* 2. leden 1925). Na podzim 1927 se seznámil s tehdy provdanou sochařkou Mary Duras (*10. květen 1898 Vídeň, † 12. srpen 1982 Štýrský Hradec). Ta se s malířem Maximem Kopfem nakonec rozvedla a v roce 1938 se provdala za Arnolda.
V letech 1928–1929 si Alexander Schück nechal v ulici Nad Kazankou čp. 222/39 vystavět rodinnou vilu (Schückova vila), jejíž realizací pověřil mladé a v té době již renomované německy hovořící židovské architekty, Ernsta Mühlsteina a Victora Fürtha. V 70. letech bydlel ve vile Gustáv Husák a od začátku roku 2019 je vila ve vlastnictví Městské části Praha-Troja a je využívána jako rezidence Korejské republiky.
Vila je třípodlažní s polozapuštěným suterénem. Stojí na podezdívce z lomového kamene a na západní straně hlavního jižního průčelí má výrazný dvoupatrový rizalit. Obytné i poslední ustupující podlaží mají výraznou markýzu. Autoři se maximálně snažili propojit interiéry vily s rozsáhlou zahradou. Dům je vybaven soustavou teras a balkónů se schodišti a pergolami. S okolním prostředím ho spojuje i přístavek se zimní zahradou s rohovým arkýřem při západním průčelí. Hlavní vstup do domu směřuje od východu přes terasu s garážemi. Půdorys je rozvolněný. Interiér přisvětlují nejen velká pásová okna a skleněné stěny, ale světlo proniká do domu i přes centrální schodišťovou halu s prosklenou stěnou na severní straně.
Schückova vila (www.prazdnedomy.cz), 2019
V době vzniku Protektorátu Čechy a Morava se Mary Duras nacházela v Holandsku a na doporučení svého manžela se už do vlasti nevrátila a odcestovala do Velké Británie. Odkud se také snažila pro svého židovského muže a jeho rodinu zařídit tranzitní víza do některé z jihoamerických zemí. Což se jí ale nepodařilo a většina členů rodiny zahynula v koncentračních táborech. Její muž Arnold byl odvlečen do tábora Auschwitz-Birkenau, podařilo se mu přežít a společně s Mary se po válce vrátil do Prahy. Majetek rodiny byl včetně trojské vily znárodněn. Náhradou obdrželi byt o rozloze 80 m². V roce 1963 Mary a Arnold emigrovali do západního Německa. Nejprve pobývali v Hamburku, po Arnoldově smrti se Mary odstěhovala za neteří do rakouského Štýrského Hradce, kde zemřela.

## Další obchodní aktivity
A. Schück řídil od roku 1912 importní firmu Schück, Katz & Co. na dovoz potravin. V roce 1916 se firma stala podílníkem nově založené společnosti Vis, továrny na koncentrované krmné a chemické výrobky s.r.o. se sídlem v Praze-Vysočanech. Společníky firmy „Vis“ se staly pražské firmy židovských obchodníků: Heller & Schiller, Schück, Katz & Co. a Heinrich Duchenes.
Na začátku ledna 1921 se v Praze ustavilo „Obchodní a úvěrní družstvo jednatelů a velkoobchodníků s mlýnskými výrobky, zemědělskými plodinami, tovary a tuky, v Československé republice, zapsané společenstvo s ručením obmezeným“. Předsedou představenstva byl zvolen Rudolf Zeckendorf, velkoobchodník a jednatel v Karlíně, místopředsedy Alfred Katz, správní rada firmy Fr. Odkolek, akc. spol. v Praze a Hugo Konstandt, burzovní rada a velkoobchodník v Opavě; předsedou dozorčí rady Alexandr Schück, správní rada fy. Fr. Odkolek, akc. spol. v Praze, místopředsedou správní rady Rudolf Fried, velkoobchodník v Karlíně. Do ředitelství byli zvoleni byli Arnold Bergmann, majitel firmy Arnold Bergmann a spol. v Praze, Bohuslav Císař, majitel mlýna v Dejvicích, Alexandr Schück, Karel Vogl, ředitel v Praze, Josef Voral, velkoobchodník na Smíchově a Rudolf Zeckendorf. Upsaný kapitál dosahoval výše 1 milionu korun. V představenstvu a dozorčí radě byly zastoupeny také odborné kruhy venkovské. Družstvo si vytklo za úkol podporovat své členy v přechodné době vázaného hospodářství tak, aby mohli spolupůsobit při nákupu a obchodu s cizinou.
Následně probíhala jednání o dovozu obilí a mouky, která vyústila 18. ledna 1921 k založení Parlamentního výboru pro obor obchodu s plodinami, sestávající z Ústřední jednoty českých hospodářských družstev v Praze, Nákupního a prodejního družstva obchodníků s plodinami v Praze, Nákupního a prodejního družstva mlynářů v Praze a Obchodního a úvěrního družstva obchodníků s moukou v Praze. Účelem založeného konsorcia bylo obstarávání dovozu výše uvedeného zboží. Obchody tohoto konsorcia řídil 4členný sbor jednatelů, do něhož byli povolání za skupinu polních hospodářů Jan Kleiner, ředitel Ústřední jednoty českých hospodářských družstev v Praze, za obchodníky s obilím Otto Münz, člen představenstva družstva obchodníků s obilím, za mlynáře František Koukolík, člen představenstva mlynářského družstva a za obchodníky s moukou Alexandr Schück, správní ráda firmy Fr. Odkolek, akc. spol. ve Vysočanech a společník firmy Schück, Katz a spol. v Praze. Za náhradníky byli zvoleni Ladislav Feierabend v Praze, Karel Kehrn v Praze, Václav Duda v Zákolanech a Rudolf Zeckendorf v Karlíně. Na společné schůzi pak byla mezi Plodinovou burzou a ustaveným výborem podepsána smlouva o dovozu obilí a moučných výrobků. Navenek konsorcium zastupovala Ústřední jednota českých hospodářských družstev v Praze II., na Soukenické ul. 25.
V roce 1922 vznikla rodinná firma «Iva, akciová společnost» / Iva Aktiengesellschaft für Internationalen Handel se sídlem v Praze na Růžové ulici čp. 13, zabývající se dovozem a obchodem kukuřice, mýdla, tuků a margarínu. Ve správní radě zasedali: Gustav Langendorf, Rudolf Osers, Karl Popper, Theresia Schück (manželka), Dr. Ing. Wilhelm Vilem Schück (syn), W. Stein. Firemní prokuristé Marianne Langendorf (dcera) a Arnold Schück (syn). Společnost „Iva“ vznikla pod vedením České komerční banky, která později fúzovala s Anglo-československou bankou a Pražskou úvěrní bankou. Kapitál činil 500 000 Kč v 500 akciích po 1 000 Kč.
V roce 1929 byla firma «Schück, Katz & Co.» přejmenována na «Alex. Schück & Sohn», kdy se na jejím vedení začal podílet i Alexanderův syn Arnold. V jejich portfoliu měla výhradní zastoupení americká firma «Armour & Co.», jejíž součástí byla od roku 1934 firma «Delmonte» na výrobu rybích konzerv (Sardinetta v rajských jablíčkách, v omáčce, á la Cumberland). «Delmonte» byla pod přímím vedením syna Arnolda. Provozní budovy se nacházely v Ústí nad Labem a kanceláře v Praze 1 na Růžové ulici č. 13. Schückovi dále zastupovali např. koncern «Unilever».
Delmonte a spol. v Praze, s kmenovým kapitálem 0.3 mil. Kč, plně zaplacený. Společníci H. Delmonte, obchodník v Ústí nad Labem, Arnold Schück, průmyslník v Tróji a N. Storchová, manželka obchodníka v Bukově.
Lidové noviny, 23.10.1934